# فرانسواز بونو
فرانسواز بونو (فرانسوی: Françoise Bonnot‎؛ زادهٔ ۱۷ اوت ۱۹۳۹ – درگذشته ۹ ژوئن ۲۰۱۸) تدوین‌گر فیلم اهل فرانسه بود.

## بخشی از فیلم‌شناسی
- ۱۹۶۲: میمونی در زمستان (کارگردان آنری ورنوی)
- ۱۹۶۳: هر شماره‌ای می‌تواند برنده باشد (کارگردان آنری ورنوی)
- ۱۹۶۷: ساعت بیست و پنج (کارگردان آنری ورنوی)
- ۱۹۶۸: توپ‌های سان سباستین (کارگردان آنری ورنوی)
- ۱۹۶۹: زد (کارگردان کوستا گاوراس)
- ۱۹۶۹: ارتش سایه‌ها (کارگردان ژان-پیر ملویل)
- ۱۹۷۰: اعتراف (کارگردان کوستا گاوراس)
- ۱۹۷۱ : چهار مگس روی مخمل خاکستری (کارگردان داریو آرجنتو)
- ۱۹۷۲: حکومت نظامی (کارگردان کوستا گاوراس)
- ۱۹۷۳ : قتل عام در روم  (کارگردان جرج پی کوزماتوس)
- ۱۹۷۵: بخش ویژه (کارگردان کوستا گاوراس)
- ۱۹۷۶: مستأجر (کارگردان رومن پولانسکی)
- ۱۹۷۶: سیاه و سفید رنگی (کارگردان ژان-ژاک آنو)
- ۱۹۷۶: گذرگاه کاساندرا (کارگردان جرج پی کوزماتوس)
- ۱۹۸۲: گم‌شده (کارگردان کوستا گاوراس)
- ۱۹۸۳ : هانا ک. (کارگردان کوستا گاوراس)
- ۱۹۸۴ : سوان عاشق (کارگردان فولکر شلوندورف
- ۱۹۸۴: فوق سری!
- ۱۹۸۵ : سال اژدها (کارگردان مایکل چیمینو)
- ۱۹۸۹ : مرد چاق و پسر کوچک (کارگردان رولند جافه)
- ۱۹۹۲: ۱۴۹۲: فتح بهشت (کارگردان ریدلی اسکات)
- ۱۹۹۶: آپارتمان
- ۱۹۹۷: شهر دیوانه (کارگردان کوستا گاوراس)
- ۱۹۹۹: تیتوس (کارگردان جولی تایمور)
- ۲۰۰۲: فریدا (کارگردان جولی تایمور)
- ۲۰۰۷ : از این‌سو تا آن‌سوی دنیا (کارگردان جولی تایمور)
- ۲۰۱۰ : طوفان (کارگردان جولی تایمور)

## جوایز
- جایزه اسکار بهترین تدوین فیلم (۱۹۶۹)